# Mammillaria theresae
Mammillaria theresae är en kaktusväxtart som beskrevs av Cutak. Mammillaria theresae ingår i släktet Mammillaria och familjen kaktusväxter. Inga underarter finns listade i Catalogue of Life.

## Bildgalleri

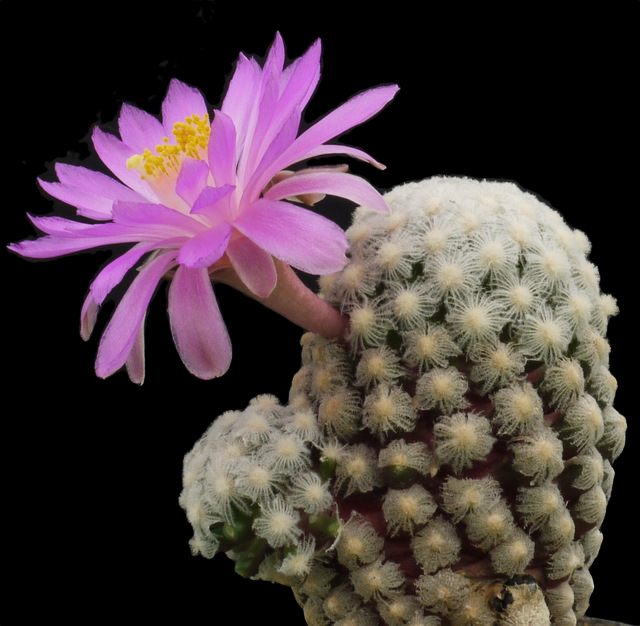
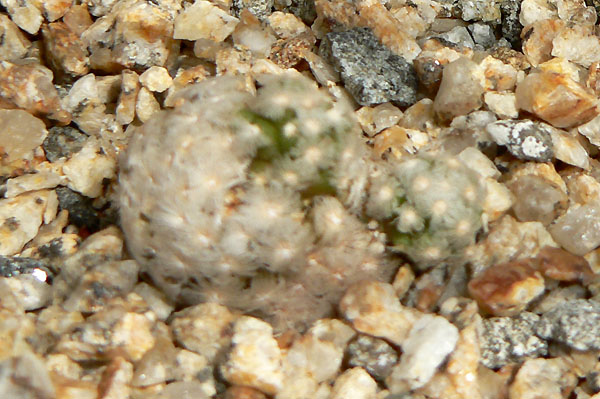
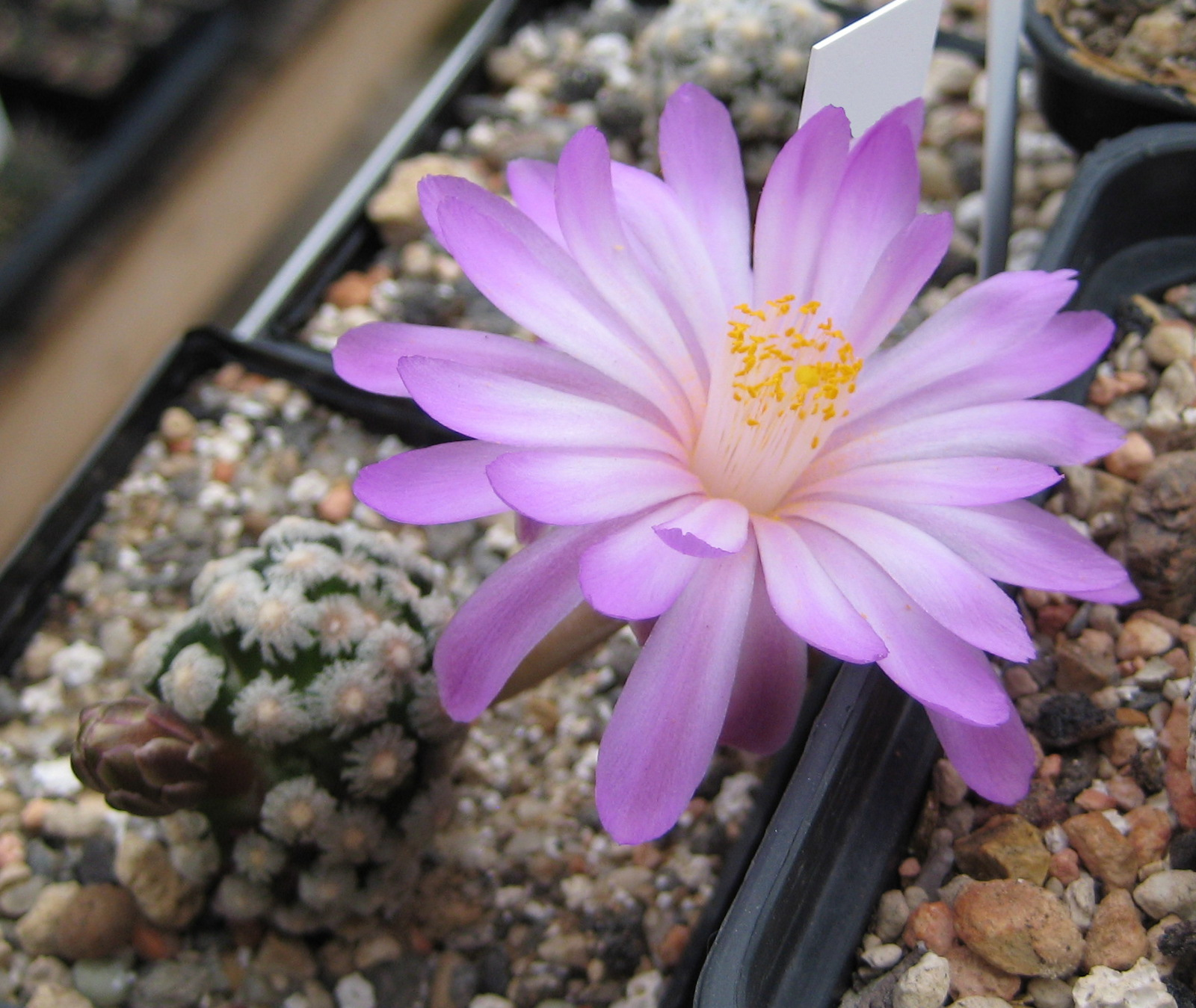
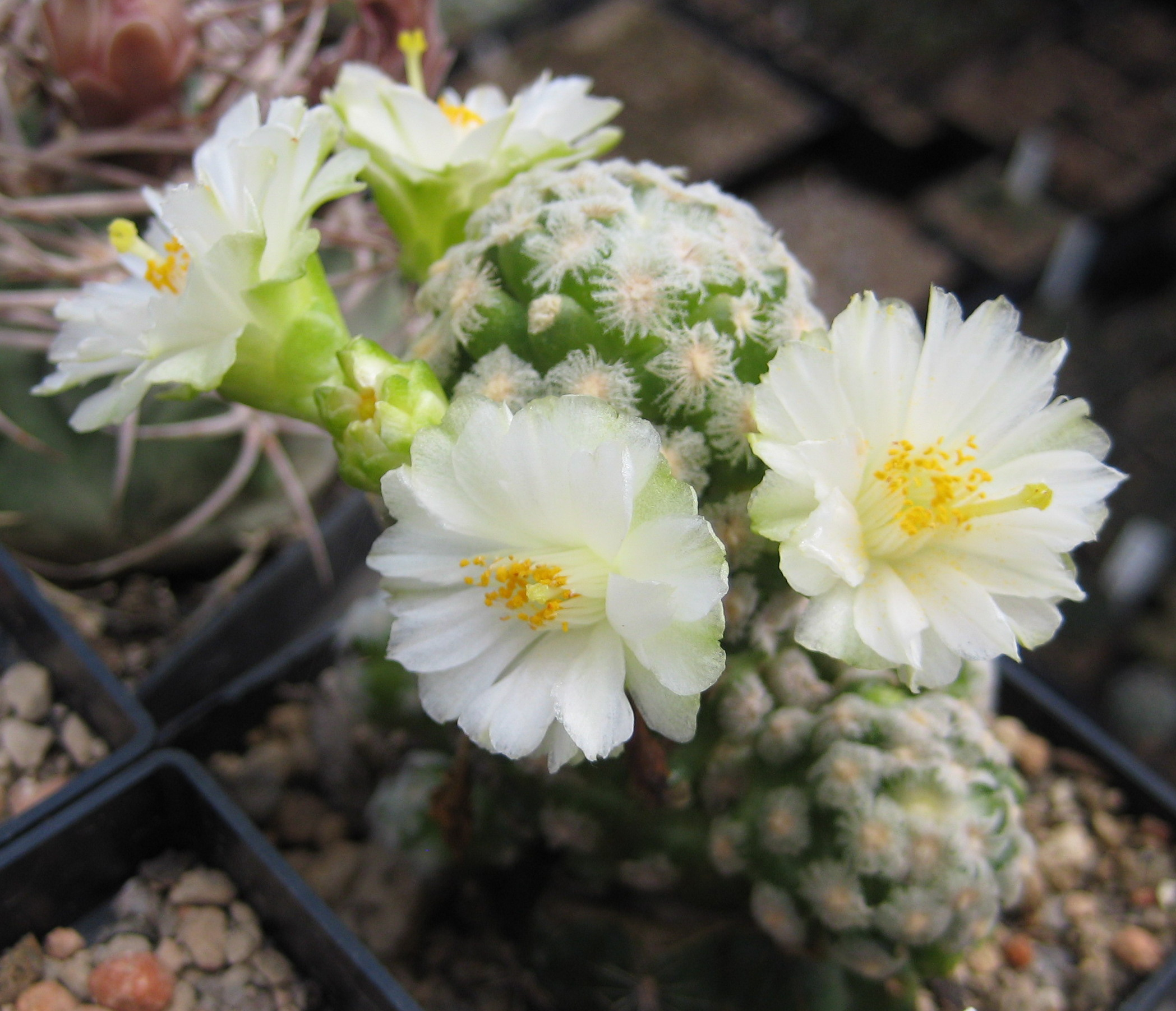
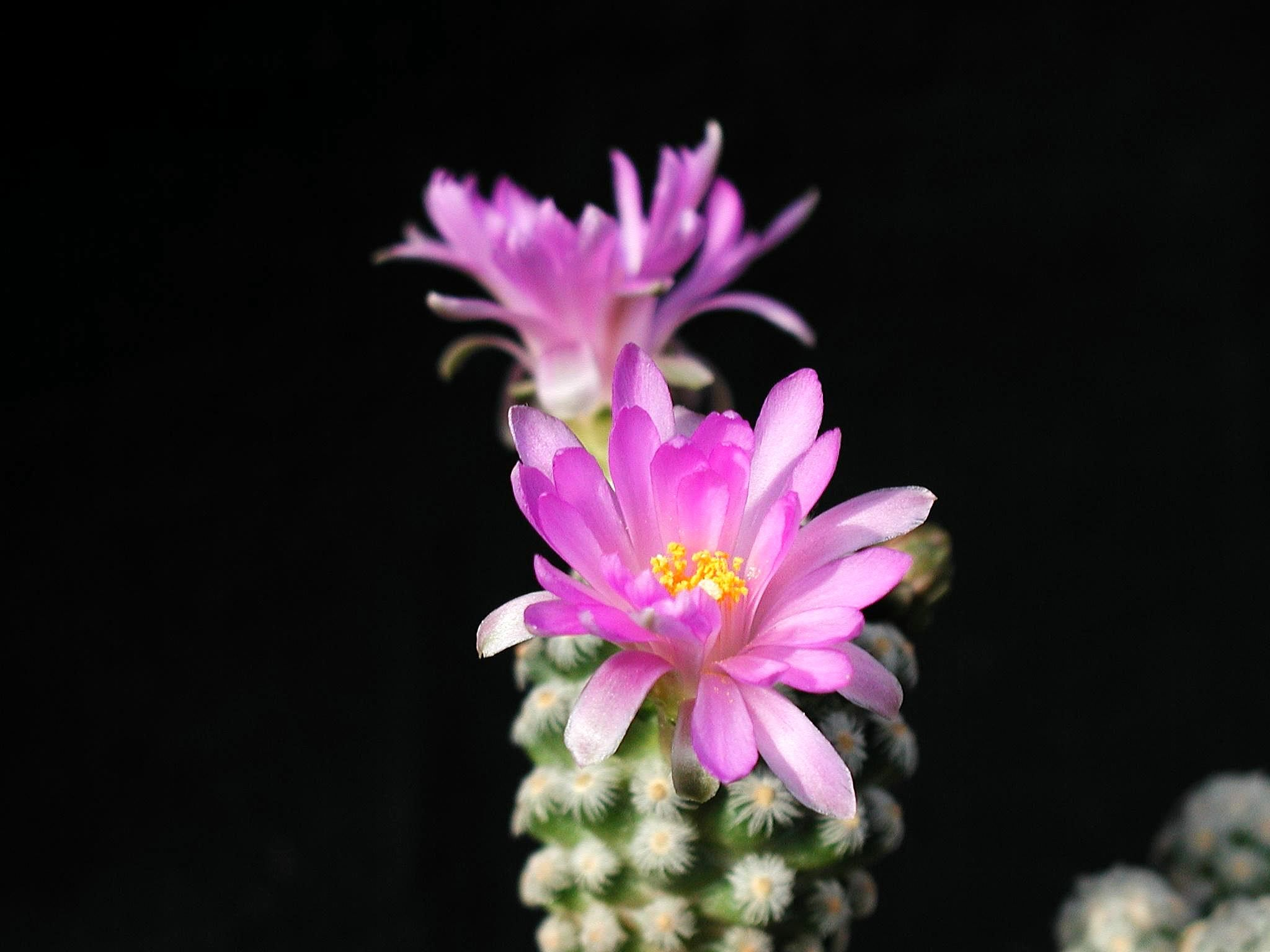